# Frederick Rudolph Lambart, 10. Earl of Cavan
Frederick Rudolph Lambart, 10. Earl of Cavan KP GCMG GCVO KCB ADC, britanski feldmaršal, * 16. oktober 1865, † 28. avgust 1946.